# Detroit Emeralds
Detroit Emeralds war ein US-amerikanisches Gesangstrio, das zu Beginn und Mitte der 1970er Jahre im Zuge der damaligen Disco-Bewegung internationale Erfolge verbuchen konnte.

## Geschichte
Bereits Mitte der 1960er Jahre gründeten die Brüder Abraham und Ivory Tilmon gemeinsam mit ihrem Schulfreund James Mitchell in Little Rock, Arkansas, das Vokaltrio „The Emeralds“. Ab 1966 traten sie regelmäßig in einem Nachtclub in Detroit auf und beschlossen daraufhin, dieses Detroit in ihren Bandnamen aufzunehmen.
1968 bekam das Trio einen Plattenvertrag und hatte mit „Show Time“ einen kleinen Erfolg, der Song kam in den US-Charts bis Rang 89. Danach wechselten sie die Plattenfirma und wurden fortan von Willie Mitchell produziert, der schon mit Al Green erfolgreich war.
Ab 1971 waren die Detroit Emeralds in den Hitparaden vertreten, ab 1973 vor allem in den UK-Charts. Später machten sie in Detroit ihren eigenen Nachtclub auf, den sie „The Emerald Lounge“ nannten und in dem sie Newcomern die Chance für erste Auftritte boten.

## Mitglieder
- Abraham Tilmon
- Ivory Tilmon
- James Mitchell

## Diskografie

### Studioalben
| Jahr | Titel                   | Höchstplatzierung, Gesamtwochen, AuszeichnungChartplatzierungen (Jahr, Titel, Platzierungen, Wochen, Auszeichnungen, Anmerkungen) | Höchstplatzierung, Gesamtwochen, AuszeichnungChartplatzierungen (Jahr, Titel, Platzierungen, Wochen, Auszeichnungen, Anmerkungen) | Anmerkungen |
| Jahr | Titel                   | US | R&B | Anmerkungen |
| ---- | ----------------------- | --- | --- | ----------- |
| 1971 | Do Me Right             | US151 (2 Wo.)US | R&B23 (14 Wo.)R&B |             |
| 1972 | You Want It, You Got It | US78 (13 Wo.)US | R&B37 (8 Wo.)R&B |             |
| 1973 | I’m in Love with You    | US181 (4 Wo.)US | R&B27 (7 Wo.)R&B |             |

Weitere Alben
- 1977: Feel the Need
- 1978: Let’s Get Together

### Kompilationen
- 1973: Abe, James & Ivory
- 1993: I'm in Love With You/Feel the Need
- 1993: Do me Right/You Wantg it you ot It
- 1998: Greatest Hits

### Singles
| Jahr | Titel Album                                               | Höchstplatzierung, Gesamtwochen, AuszeichnungChartplatzierungen (Jahr, Titel, Album, Platzierungen, Wochen, Auszeichnungen, Anmerkungen) | Höchstplatzierung, Gesamtwochen, AuszeichnungChartplatzierungen (Jahr, Titel, Album, Platzierungen, Wochen, Auszeichnungen, Anmerkungen) | Höchstplatzierung, Gesamtwochen, AuszeichnungChartplatzierungen (Jahr, Titel, Album, Platzierungen, Wochen, Auszeichnungen, Anmerkungen) | Anmerkungen                |
| Jahr | Titel Album                                               | UK | US | R&B | Anmerkungen                |
| ---- | --------------------------------------------------------- | --- | --- | --- | -------------------------- |
| 1968 | Show Time                                                 | — | US89 (5 Wo.)US | R&B22 (9 Wo.)R&B |                            |
| 1970 | If I Lose Your Love Do Me Right                           | — | — | R&B32 (9 Wo.)R&B |                            |
| 1970 | I Can’t See Myself Doing Without You Do Me Right          | — | — | R&B41 (1 Wo.)R&B | B-Seite: Just Now and Then |
| 1971 | Do Me Right                                               | — | US43 (14 Wo.)US | R&B7 (12 Wo.)R&B |                            |
| 1971 | Wear This Ring (with Love) Do Me Right                    | — | US91 (4 Wo.)US | R&B18 (10 Wo.)R&B |                            |
| 1971 | You Want It, You Got It                                   | UK12 (9 Wo.)UK | US36 (13 Wo.)US | R&B5 (13 Wo.)R&B |                            |
| 1972 | Baby Let Me Take You (In My Arms) You Want It, You Got It | — | US24 (17 Wo.)US | R&B4 (13 Wo.)R&B |                            |
| 1972 | Feel the Need in Me You Want It, You Got It               | UK4 (15 Wo.)UK | — | R&B22 (9 Wo.)R&B |                            |
| 1973 | You’re Gettin’ a Little Too Smart I’m in Love with You    | — | — | R&B10 (11 Wo.)R&B |                            |
| 1973 | I Think of You I’m in Love with You                       | UK27 (9 Wo.)UK | — | — |                            |
| 1973 | Lee Abe, James and Ivory                                  | — | — | R&B79 (6 Wo.)R&B |                            |
| 1977 | Feel the Need I’m in Love with You                        | UK12 (11 Wo.)UK | US90 (5 Wo.)US | R&B73 (5 Wo.)R&B |                            |

Weitere Singles
- 1968: Shades Down
- 1968: (I’m an Ordinary Man) Take Me the Way I Am
- 1969: Holding On
- 1977: Set It Out
- 1978: Turn on Lady
- 1978: Let’s Get Together